# Kleine Henne
Die Kleine Henne ist ein 18 km langer, südöstlicher und orographisch rechter Nebenfluss der Henne in Nordrhein-Westfalen, Deutschland. Der Bach fließt im Hochsauerlandkreis, hauptsächlich durch das Stadtgebiet Meschede. Das Landschaftsschutzgebiet Oberlauf der Kleinen Henne liegt nordwestlich von Westernbödefeld.

## Geographie

### Verlauf
Die Kleine Henne entspringt als Gelmecke im Rothaargebirge etwa 1000 m südwestlich von Gellinghausen. Die Quelle liegt am Nordosthang der Bracht (725,7 m ü. NHN) auf 636,5 m ü. NHN im Gebiet der Stadt Schmallenberg. Von hier aus fließt die Kleine Henne vorrangig in nördliche Richtung. Nach rund 2,8 km Flussstrecke verlässt der Bach das Stadtgebiet Schmallenberg und tritt in das von Meschede ein. Darin durchfließt der Bach Bonacker, Höringhausen, Drasenbeck, Löllinghausen, Beringhausen, Heggen und Löttmaringhausen, bevor er im Süden der Mescheder Kernstadt rechtsseitig auf 263 m Höhe in den dort von Südwesten kommenden Ruhr-Zufluss Henne mündet.

### Einzugsgebiet und Zuflüsse
Auf ihrem 18 km langen Weg erfährt die Kleine Henne einen Höhenunterschied von 374 m, was einem mittleren Sohlgefälle von 20,8 ‰ entspricht. Sie entwässert ein 39,832 km² großes Einzugsgebiet über Henne, Ruhr und Rhein zur Nordsee.
Längster Nebenfluss ist der 4,6 km lange Remblinghausener Bach mit einem 3,951 km² großen Einzugsgebiet.
Die folgende Tabelle richtet sich nach der Gewässerstationierung und nimmt die Gelmecke als namentlichen Quellbach. Nach historischer Benennung (Deutsche Grundkarte) ist die Gelmecke ein Nebenbach der Doorne, die ihrerseits in die (weniger Wasser führende) Kleine Henne mündet! Die Benennung richtet sich dabei offenbar nach der beibehaltenen Fließrichtung nach Nordwesten (Doorne: Nord bis Nordost) und dem Verlauf entlang der wichtigen Straße nach Meschede, der die namentliche Kleine Henne bereits ab kurz hinter Westernbödefeld folgt.
| Stat. in km | Name                                 | GKZ       | Lage   | Länge in km | EZG in km² | Mündung          | Mündungshöhe in m ü. NHN |
| ----------- | ------------------------------------ | --------- | ------ | ----------- | ---------- | ---------------- | ------------------------ |
| 015,70      | Doorne                               | 276146-12 | links0 | 001,9880    |            | Dornheim         | 47000000                 |
| 014,10      | Ilmecke                              | 276146-14 | links0 | 001,7650    |            | Bonacker         | 43900000                 |
| 013,00      | Ohlken (Kleine Henne)                | 276146-16 | rechts | 002,2750    |            | Frielinghausen   | 42200000                 |
| 011,90      | N. N.                                | 276146-18 | rechts | 001,4180    |            |                  | 40700000                 |
| 011,30      | Willohsiepen                         | 276146-2  | links0 | 004,0690    | 0004,8920  | Höringhausen     | 39200000                 |
| 010,10      | N. N.                                | 276146-32 | rechts | 001,4980    |            | Drasenbeck       | 37700000                 |
| 007,10      | Remblinghausener Bach (Salmensiepen) | 276146-4  | links0 | 004,5750    | 0003,9510  | Löllinghausen    | 32700000                 |
| 006,30      | Tunbeckesiepen                       | 276146-92 | rechts | 001,9450    |            | Klause           | 31900000                 |
| 001,30      | Bieke                                | 276146-94 | links0 | 003,5650    |            | Löttmaringhausen | 27500000                 |

Anmerkungen zur Tabelle
1. ↑  Die Gewässerdaten stammen aus dem Gewässerverzeichnis des Landesamtes für Natur, Umwelt und Verbraucherschutz NRW 2010 (XLS; 4,67 MB)(Hinweise), die Höhendaten sind der Deutschen Grundkarte 1:5000 entnommen, teilweise manuell interpoliert.
2. ↑  Gewässerkennzahl, in Deutschland die amtliche Fließgewässerkennziffer mit zur besseren Lesbarkeit eingefügtem Trenner hinter dem Präfix, das einheitlich für den allen gemeinsamen Vorfluter Kleine Henne steht.